# Charles Cruft

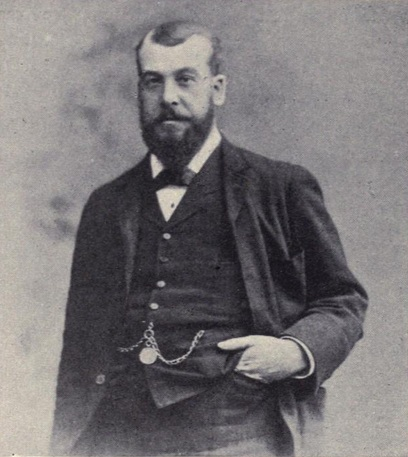
Charles Cruft

Charles Cruft (* 1852; † 10. September 1938) war ein britischer Unternehmer und Begründer der Crufts-Hundeschau.

## Leben
Cruft lehnte es ab, im Alter von 14 Jahren ins väterliche Juweliergeschäft einzutreten und bewarb sich stattdessen beim Hundekuchenhersteller James Spatt. Er stieg in die Firmenleitung auf und schaffte es, die Firma zu einem Handelsriesen auszubauen.
Als Hundefutterproduzent kam er auf die Idee, Ausstellungen zu veranstalten, um den Umsatz seiner Firma zu steigern. 1878 fand die erste in Paris statt. Bestätigt vom Erfolg folgte 1886 eine Terriershow in London, die ab 1891 als Cruft’s Dog Show für alle Hunderassen fortgeführt wurde. Nach seinem Tod bat seine Frau den britischen Kennel-Club, diese Show zu übernehmen. Heute ist Crufts die größte Hundeausstellung der Welt.
Durch den Einfluss von Charles Cruft stieg die Popularität von Rassehunden an, und in seinem Umfeld entstanden Rassestandards und Rassehundevereine.